# Diocesi di Tarazona

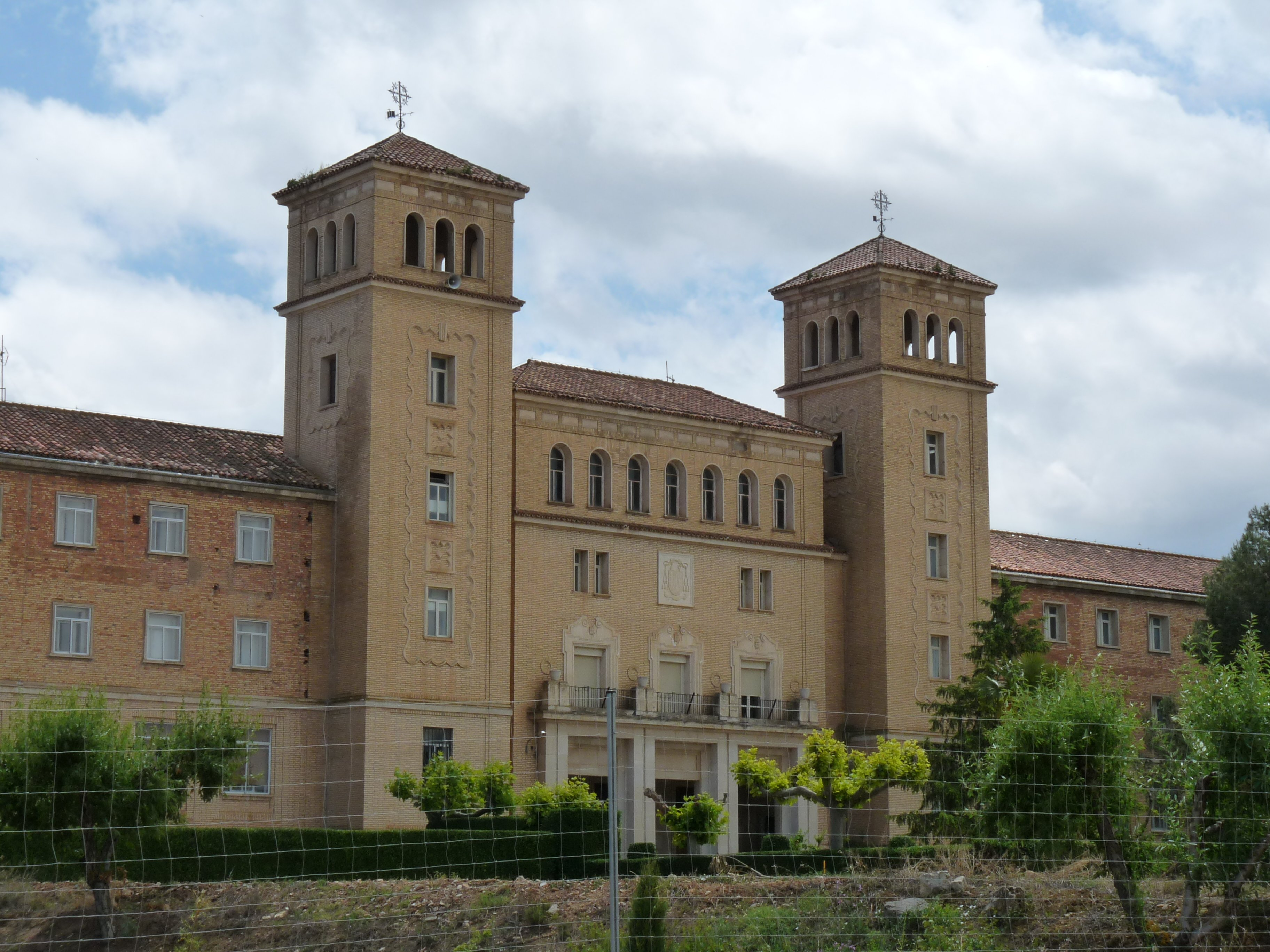
Il seminario diocesano di Tarazona.

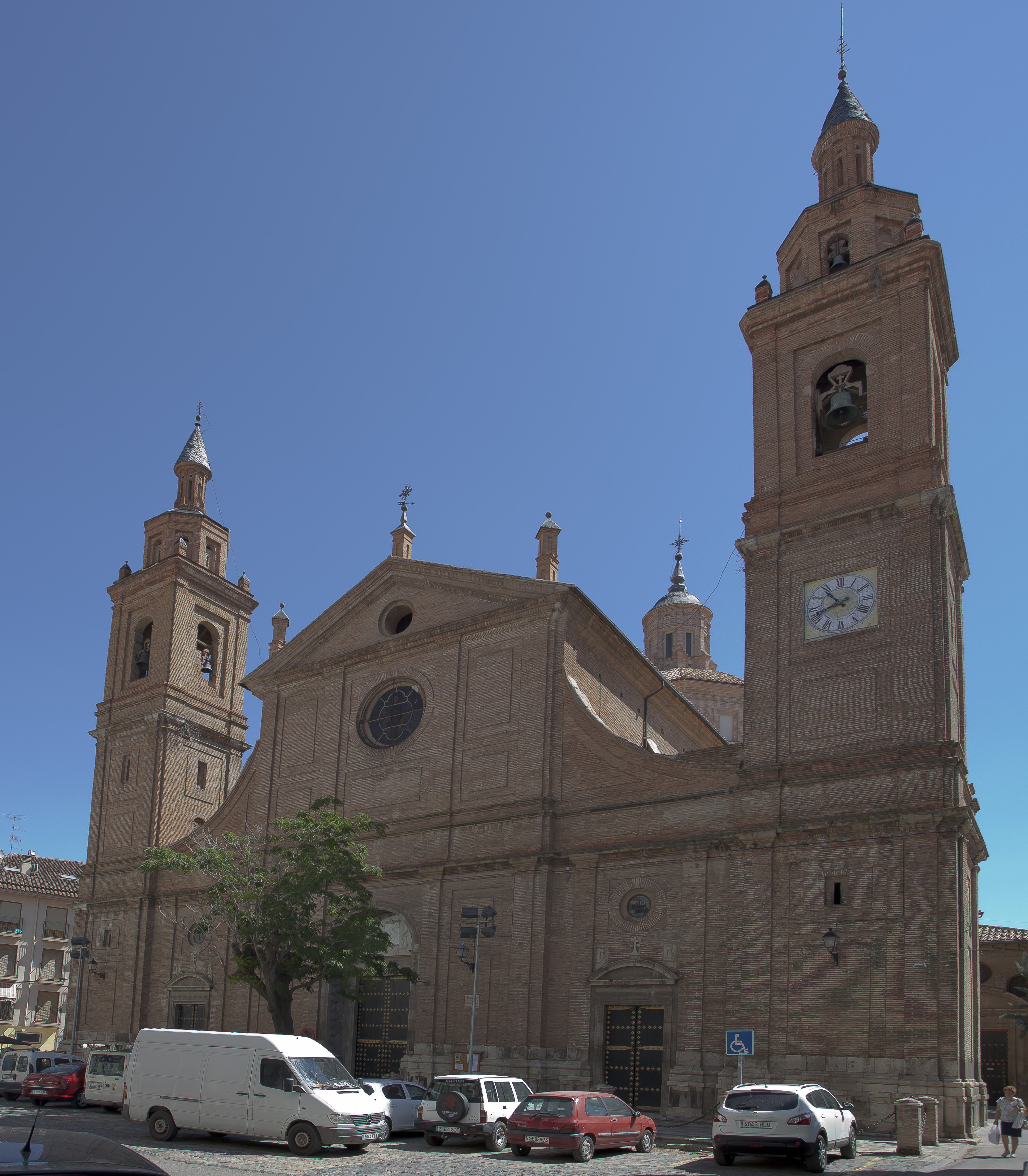
La basilica minore del Santo Sepolcro di Calatayud.

La diocesi di Tarazona (in latino: Dioecesis Turiasonensis) è una sede della Chiesa cattolica in Spagna suffraganea dell'arcidiocesi di Saragozza. Nel 2022 contava 69.230 battezzati su 73.350 abitanti. È retta dal vescovo Vicente Rebollo Mozos.

## Territorio
La diocesi comprende la parte nordoccidentale della provincia di Saragozza.
Sede vescovile è la città di Tarazona, dove si trova la cattedrale di Nostra Signora dell'Orto. A Calatayud sorge la basilica minore del Santo Sepolcro.
Il territorio è suddiviso in 139 parrocchie, raggruppate in 5 arcipresbiterati, indicate con i colori in parentesi nella mappa a destra: Tarazona (giallo), Huecha (azzurro), Bajo Jalón (rosso), Calatayud (violetto), Alto Jalón (arancione).

## Storia
La diocesi fu eretta nel V secolo, secondo alcuni storici nel 449, con altri più certi riscontri documentali a partire dal 465, anno in cui il vescovo di Tyraso prese parte al concilio di Toledo. Originariamente era suffraganea dell'arcidiocesi di Tarragona.
Nel 1130 il concilio di Burgos impose alla diocesi alcune variazioni territoriali, dandole la conformazione geografica che rimarrà inalterata fino al 1956.
Nel 1318 entrò a far parte della provincia ecclesiastica dell'arcidiocesi di Saragozza.
Dal 17 luglio 1889 al 2 settembre 1955 la diocesi di Tudela fu data in amministrazione ai vescovi di Tarazona. Il 2 settembre 1955, in forza del decreto Initis inter della Congregazione Concistoriale, Tudela ritornò ad essere amministrata dai vescovi di Pamplona.
Con lo stesso decreto furono rivisti i confini della diocesi per farli coincidere con quelli della provincia civile, in applicazione del concordato tra la Santa Sede e il governo spagnolo del 1953. La diocesi di Tarazona cedette l'arcipresbiterato di Alfaro alla diocesi di Calahorra e La Calzada, 18 parrocchie alla diocesi di Osma e altre 13 alla diocesi di Pamplona. Contestualmente si ampliò con gli arcipresbiterati di Illueca e di Magallón e le parrocchie di Arándiga, Riela, Salillas e Lumpiaque, appartenute all'arcidiocesi di Saragozza, e con l'arcipresbiterato di Ariza sottratto alla diocesi di Sigüenza.

## Cronotassi dei vescovi
Si omettono i periodi di sede vacante non superiori ai 2 anni o non storicamente accertati.
- Dídimo † (V secolo)[1]
- León † (menzionato nel 449)[1]
- Pablo † (menzionato nel 516)
- San Gaudioso † (527 - 541)
- San Prudencio † (572 - 580)
- Esteban † (prima del 589 - dopo il 592)[2]
- Floridio † (menzionato nel 610)[2]
- Elpidio † (prima del 633 - dopo il 638)[2]
- Anterio † (menzionato nel 683)[2]
- Nepociano † (prima del 688 - dopo il 693)[2]
- Miguel Cornel † (1118 - 1151 deceduto)
- Martín Vergua † (1151 - dopo novembre 1169)
- Berenguer † (30 settembre 1170 - dopo febbraio 1172)
- Juan Frontin † (prima di agosto 1172 - dopo ottobre 1194)
- García Frontin I † (1195 - circa 19 dicembre 1218 deceduto)
- García Frontin II † (1219 - dopo il 2 luglio 1254)
- Pedro I † (1257)
- García III † (1258 - 1263)
- Alfonso † (circa 1263 - ?)
- Fortuño † (prima del 1270 - dopo il 1277)
- García IV † (1280 - 1289 deceduto)
- Pedro II † (12 febbraio 1289 - circa 1304 deceduto)
- Pedro III † (circa 1305 - 1308 ? deceduto)
- Miguel Jiménez de Urrea † (1309 - dopo il 22 novembre 1316 deceduto)
- Pedro Arnau de Torres † (12 giugno 1317 - dopo il 28 maggio 1321 deceduto)
- Beltrán de Cornidela † (7 dicembre 1324 - dopo il 1342 deceduto)
- Sancho López de Ayerbe, O.F.M. † (5 dicembre 1343 - 30 ottobre 1346 nominato arcivescovo di Tarragona)
- Gaufrido † (20 novembre 1346 - dopo il 1352 deceduto)
- Pedro Pérez Calvillo † (27 gennaio 1354 - 27 dicembre 1391 deceduto)
- Fernando Pérez Calvillo † (4 dicembre 1391 - 23 settembre 1397 dimesso)
  - Fernando Pérez Calvillo † (23 settembre 1397 - circa 1404 deceduto) (amministratore apostolico)
- Berenguer de Ribalta, O.S.A. † (21 luglio 1404 - 1405)
  - Francisco Clemente Pérez Capera † (18 marzo 1405 - 20 giugno 1407 dimesso) (amministratore apostolico)
- Juan de Valtierra † (17 giugno 1407 - circa 16 dicembre 1433 deceduto)
- Martín Cerdán † (23 marzo 1435 - 1442 deceduto)
- Jorge Bardají † (27 giugno 1442 - 9 novembre 1464 deceduto)
- Pedro Ferris † (1º ottobre 1464 - 25 settembre 1478 deceduto)
- Andrés Martínez Ferriz † (28 settembre 1478 - 1495 deceduto)
- Guillermo Ramón de Moncada † (16 marzo 1496 - 16 luglio 1521 deceduto)
- Gabriel Orti † (11 marzo 1523 - 16 agosto 1535 deceduto)
  - Ercole Gonzaga † (26 giugno 1537 - 3 dicembre 1546 dimesso) (amministratore apostolico)
- Juan González Munébraga † (3 dicembre 1546 - ottobre 1567 deceduto)
  - Sede vacante (1567-1572)
- Pedro Martínez de Luna † (24 ottobre 1572 - 1574 o 2 marzo 1576 deceduto)
- Juan Redín Cruzat † (26 giugno 1577 - 1584 deceduto)
- Pedro Cerbuna Negro, C.R.S.A. † (9 settembre 1585 - 5 marzo 1597 o 25 marzo 1598 deceduto)
- Diego Chaves Casas (de Yepes), O.S.H. † (27 settembre 1599 - 7 maggio 1613 deceduto)
- Martín Terrer Valenzuela, O.S.A. † (7 aprile 1614 - 22 aprile 1630 nominato arcivescovo di Saragozza)
- Pedro Herrera Suárez, O.P. † (2 dicembre 1630 - 31 dicembre 1631 deceduto)
- Baltasar Navarro Arroytia † (6 ottobre 1631 - 25 dicembre 1642 deceduto)
- Diego Castejón Fonseca † (23 maggio 1644 - 19 febbraio 1655 deceduto)
- Pedro Manero, O.F.M.Obs. † (31 gennaio 1656 - 5 dicembre 1659 deceduto)
- Diego Escolano y Ledesma † (19 luglio 1660 - 17 marzo 1664 nominato vescovo di Segovia)
- Miguel Escartín Arbeza, O.Cist. † (21 luglio 1664 - 26 aprile 1673 deceduto)
- Diego Francés de Urritigoyti y Lerma † (25 settembre 1673 - 7 aprile 1682 deceduto)
- Bernardo Mateo Sánchez de Castellar † (11 gennaio 1683 - 3 novembre 1700 deceduto)
- Blas Serrate † (21 novembre 1701 - 13 luglio 1718 deceduto)
- García Pardiñas Villar de Francos, O. de M. † (15 aprile 1720 - 29 marzo 1741 deceduto)
- José Alcaraz Belluga † (7 agosto 1741 - 31 luglio 1755 dimesso)
- Esteban Villanova Colomer † (4 agosto 1755 - 13 aprile 1766 deceduto)
- José Laplana Castellón † (26 settembre 1766 - 8 maggio 1795 deceduto)
- Damián Martínez de Gallinsoa, O.F.M.Obs. † (18 dicembre 1795 - 10 agosto 1802 deceduto)
- Francisco Porró y Reinado † (17 gennaio 1803 - 3 gennaio 1814 deceduto)
- Jerónimo Castellón Salas † (10 luglio 1815 - 20 aprile 1835 deceduto)
  - Sede vacante (1835-1848)
- Vicente Ortiz Labastida, O.P. † (20 gennaio 1848 - 23 luglio 1852 deceduto)
- Gil Estévez y Tomás † (23 giugno 1854 - 25 settembre 1857 nominato vescovo di Tortosa)
- Cosme Marrodán Rubio † (21 dicembre 1857 - 13 febbraio 1888 deceduto)
- Juan Soldevilla y Romero † (14 febbraio 1889 - 16 dicembre 1901 nominato arcivescovo di Saragozza)
- José Maria Salvador y Barrera † (16 dicembre 1901 - 14 dicembre 1905 nominato vescovo di Madrid e Alcalá de Henares)
- Santiago Ozcoidi y Udave † (14 dicembre 1905 - 9 ottobre 1916 deceduto)
- Isidoro Badía y Sarradel † (27 luglio 1917 - 1º ottobre 1926 deceduto)
- Isidro Gomá y Tomás † (20 giugno 1927 - 12 aprile 1933 nominato arcivescovo di Toledo)
- Nicanor Mutiloa e Irurita, C.SS.R. † (1º maggio 1935 - 19 novembre 1946 deceduto)
- Manuel Hurtado y García † (24 aprile 1947 - 12 gennaio 1966 deceduto)
- José Méndez Asensio † (22 luglio 1968 - 3 dicembre 1971 nominato arcivescovo di Pamplona)
- Francisco Álvarez Martínez † (13 aprile 1973 - 20 dicembre 1976 nominato vescovo di Calahorra e La Calzada-Logroño)
- Victorio Oliver Domingo (20 dicembre 1976 - 27 maggio 1981 nominato vescovo di Albacete)
- Ramón Búa Otero † (11 gennaio 1982  - 14 settembre 1989 nominato vescovo di Calahorra e La Calzada-Logroño)
- Miguel José Asurmendi Aramendia, S.D.B. † (27 luglio 1990 - 8 settembre 1995 nominato vescovo di Vitoria)
- Joaquín Carmelo Borobia Isasa † (24 maggio 1996 - 21 ottobre 2004 nominato vescovo ausiliare di Toledo[3])
- Demetrio Fernández González (9 dicembre 2004 - 18 febbraio 2010 nominato vescovo di Cordova)
- Eusebio Ignacio Hernández Sola, O.A.R. (29 gennaio 2011 - 28 giugno 2022 ritirato)
- Vicente Rebollo Mozos, dal 28 giugno 2022

## Statistiche
La diocesi nel 2022 su una popolazione di 73.350 persone contava 69.230 battezzati, corrispondenti a 94,4% del totale.
| anno | popolazione | popolazione | popolazione | presbiteri | presbiteri | presbiteri | presbiteri                | diaconi | religiosi | religiosi | parrocchie |
| anno | battezzati  | totale      | %           | numero     | secolari   | regolari   | battezzati per presbitero | diaconi | uomini    | donne     | parrocchie |
| ---- | ----------- | ----------- | ----------- | ---------- | ---------- | ---------- | ------------------------- | ------- | --------- | --------- | ---------- |
| 1950 | 180.426     | 180.426     | 100,0       | 396        | 313        | 83         | 455                       |         | 287       | 849       | 148        |
| 1970 | 112.568     | 112.586     | 100,0       | 185        | 171        | 14         | 608                       |         | 28        | 428       | 147        |
| 1980 | 96.500      | 96.800      | 99,7        | 147        | 137        | 10         | 656                       |         | 13        | 329       | 142        |
| 1990 | 89.490      | 89.830      | 99,6        | 120        | 106        | 14         | 745                       |         | 20        | 314       | 141        |
| 1999 | 79.341      | 80.520      | 98,5        | 100        | 87         | 13         | 793                       |         | 13        | 261       | 139        |
| 2000 | 77.424      | 78.670      | 98,4        | 99         | 84         | 15         | 782                       |         | 15        | 253       | 139        |
| 2001 | 75.890      | 77.250      | 98,2        | 83         | 83         |            | 914                       |         |           | 238       | 139        |
| 2002 | 76.709      | 79.193      | 96,9        | 79         | 79         |            | 971                       |         |           | 248       | 138        |
| 2003 | 78.208      | 80.582      | 97,1        | 74         | 74         |            | 1.056                     |         |           | 215       | 138        |
| 2004 | 80.583      | 83.220      | 96,8        | 80         | 78         | 2          | 1.007                     |         | 2         | 202       | 138        |
| 2010 | 74.250      | 87.505      | 84,9        | 96         | 92         | 4          | 773                       |         | 4         | 155       | 140        |
| 2014 | 72.050      | 75.000      | 96,1        | 82         | 73         | 9          | 878                       |         | 9         | 141       | 139        |
| 2017 | 70.000      | 74.130      | 94,4        | 80         | 74         | 6          | 875                       |         | 6         | 130       | 139        |
| 2020 | 69.000      | 73.100      | 94,4        | 82         | 74         | 8          | 841                       | 1       | 8         | 110       | 139        |
| 2022 | 69.230      | 73.350      | 94,4        | 78         | 72         | 6          | 887                       |         | 6         | 110       | 139        |